# المدرسة الشرابية (مكة المكرمة)
المدرسة الشرابية، من المدارس التي تأسست سنة 641هـ في مكة المكرمة، والتي قام بانشائها الأمير شرف الدين الشرابي المستنصري العباسي في جهة اليمين من باب السلام.

## أبرز الأقوال عن المدرسة
- يذكر قطب الدين المدرسة بقوله:«المدرسة باقية إلى اواخر القرن العاشر الهجري، وقد صارت رباطاً وفيه محل للتدريس، وبه كتب وقفها أهل الخير».
- يذكر عمر بن فهد في كتابه اتحاف الورى بأن:«كتب المكتبة نفيسة في فنون العلم»
- يذكر ابن بطوطة الدار بقوله:«أن دار الشرابي بين الدور الواقعة حول الحرم والتي تنتهي بالمسجد الحرام».[2]

## الأحداث
في سنة 817هـ أمر أمير الحج المصري أثر اقتتال جرى بين رجاله وبين الأتراك الحجاج أن تُغلق أبواب المسجد الحرام ويتم تسميرها إلا الأبواب المحاذية لمنزله عند المدرسة المجاهدية بين باب السلام وباب الدريبة ليستطيع الدخول من خلاله هو واتباعه إلى المسجد بالقرب من رباط الشرابي، مماأدى إلى توسيخ الساحات بواسطة الخيول.

## انظر ايضاً
- مكة المكرمة
- المدرسة الصولتية
- قائمة المدارس في السعودية

## وصلات خارجية
- المدرسة الشرابية بمكة المكرمة سنة 641هـ.